# USS Liscome Bay (CVE–56)
A USS Liscome Bay egy amerikai kísérő repülőgép-hordozó volt, amelyet egy japán tengeralattjáró 1943. november 24-én elsüllyesztett.

## Építése
A Liscome Bay építése 1942. december 12-én kezdődött meg a Washington állambeli Vancouverben, a Kaiser hajógyárban. A Casablanca-osztályú kísérő repülőgép-hordozó eredetileg a brit haditengerészet számára készült, és a HMS Ameer (ACV-56) nevet kapta volna.
1943. április 19-ére a hajó teste és a repülőfedélzet egy része elkészült. A hordozót vízre bocsátották, az ünnepségen James MacDonald, a portlandi brit konzul mondott beszédet. Még ezen a napon a vontatóhajók elindultak a hajótesttel a 160 kilométerre fekvő oregoni Astoria haditengerészeti állomásra.
1943 augusztusában a helyzet megváltozott, és a hajó új tulajdonosa az amerikai haditengerészet lett, és ekkor keresztelték Liscome Bay-re (CVE-56). Nevét egy kicsi alaszkai öbölről kapta. Az osztályba tartozó hajókat amerikai öblökről, szigetekről, tengerszorosokról, nagyobb csatákról, hadműveletekről nevezték el. Augusztus 7-én a kész hajót átvette a haditengerészet.

## Típusa
A Casablanca-osztály egységei kísérő, vagyis nem teljes értékű repülőgép-hordozók voltak. Kereskedelmi hajó testére épületek, fegyverzetük és páncélozottságuk jóval gyengébb volt, mint a nagy anyahajóké. Fő előnyük az volt, hogy gyorsan, viszonylag kevés pénzből készültek el. Elsődleges feladatuk a konvojkíséret, a kétéltű inváziók légi támogatása volt, valamint repülőket szállítottak a haditengerészeti bázisok és az anyahajók között.
A 7800 tonnás hajók 152 méter hosszúak, 22 méter szélesek voltak, repülőfedélzetük 122 méter hosszú és 25 méter széles volt. A repülőket két lift emelte a fedélzetre, ahonnan egy katapult segítette indulásukat. Csúcssebességük 16 csomó volt, legénységük 960 emberből állt.
A tengerészek egy része frissen érkezett a kiképzőtáborból, többen viszont olyan veteránok voltak, akik túlélték a USS Wasp hordozó 1942 szeptemberi elsüllyesztését, vagy a Savo-szigeti csatában megsemmisült Quincy nehézcirkáló katasztrófáját. Kapitánynak Irving Day Wiltse-t nevezték ki, aki korábban a Yorktown anyahajón szolgált a midwayi csatában, majd az Albemarle hidroplánhordozót irányította.

## Próbautak
Szeptember 8-án a Liscome Bay megérkezett a Bremerton haditengerészeti támaszpontra, ahol négy napot töltött, majd Seattle-be hajózott, ahol kipróbálták a légelhárító lövegeket. Szeptember 17-én elindult San Franciscóba, ahol feltöltötték az üzemanyagtartályait, a készleteket és a legénységet. A következő megálló San Diego volt, ahol újabb gyakorlatok következtek a dél-kaliforniai partoknál.
Október 14-én megérkeztek a hordozó repülőgépei, 12 FM–2-es és F4F Wildcat vadászgép, valamint 16 TBM-1C Avenger torpedóvető. Október 22-én a Liscome Bay kihajózott Pearl Harbor felé, ahol 28-án vetett horgonyt. A Hawaiihoz tartozó vízeken újabb gyakorlatok következtek.

## Támadás Makin ellen

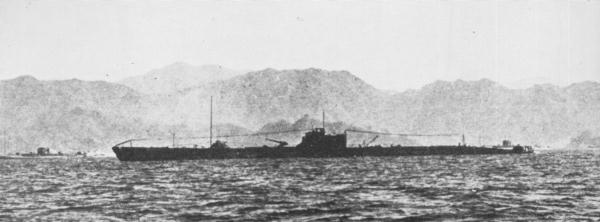
Az I–175-ös japán tengeralattjáró

November 10-én a Makin ellen induló flotta kifutott Pearl Harborból. A harccsoport 13 csatahajóból, négy könnyűcirkálóból, négy Essex-osztályú és négy Indepence-osztályú anyahajóból, négy kísérő repülőgép-hordozóból, hetven rombolóból és egyéb kísérő hajóból állt. A Liscome Bay egységén kívül három másik flottacsoport, összesen 191 hadihajóval igyekezett hat irányból a Csendes-óceán középső részén fekvő Tarawa, Makin és Abemama ellen.
A Gilbert-szigetek ellen indított hadmozdulat kódneve az Operation Galvanic (magyarul: Galvanikus hadművelet) volt. Az akció fő célja a három atoll elfoglalása volt, hogy azok később ugródeszkául szolgálhassanak a Marshall-szigetek felé.
Megérkezésig a Liscone Bay gépei elsősorban gyakorlatoztak, illetve tengeralattjáró-elhárító repüléseket végeztek. November 15-én a hordozó egyik repülőgépe, egy FM-1 Wildcat a vízbe csapódott három perccel felszállása után. Pilótája meghalt. November 20-án a hajók megérkeztek a Makin-atollhoz, és megkezdődött a sziget invázió előtti bombázása. A kislétszámú japán helyőrség nem tanúsított heves ellenállást, így a sziget három nap alatt elesett.
A makini csatában a Liscome Bay repülői közvetlen támogatást nyújtottak a partra szálló, majd a sziget belsejében küzdő gyalogosoknak, illetve a flotta körül járőröztek, tengeralattjárókra vadászva. A bevetések során egy Avenger a tengerbe zuhant, egy másik kényszerleszállást hajtott végre a szigeten, egy Wildcat pedig „totálkárosra” tört.
November 23-án öt Wildcat szállt fel a Liscome Bayről egy késő délutáni őrjáratra. A repülők mintegy 60 kilométerre távolodtak a hajótól, amikor megszűnt velük a rádiókapcsolat. Amikor a gépek visszatértek arra a helyre, ahol a hordozónak szerintük lennie kellett volna, nem találták a hajót. Valószínűleg a rossz idő, a sötétedés és a gyenge navigációs műszerek miatt nem találták meg a Liscone Bayt, így kénytelenek voltak segítséget kérni más hordozóktól. Két Wildcat sikeresen landolt a Yorktown fedélzetén, de a harmadik pilóta rosszul tette le gépét, amelynek felrobbant az üzemanyagtartálya. Öt tengerész meghalt, de a pilótát kimentették az összeroncsolódott gépből. Két másik repülő a közelben haladó Lexingtonon szállt le.

## Elsüllyesztése

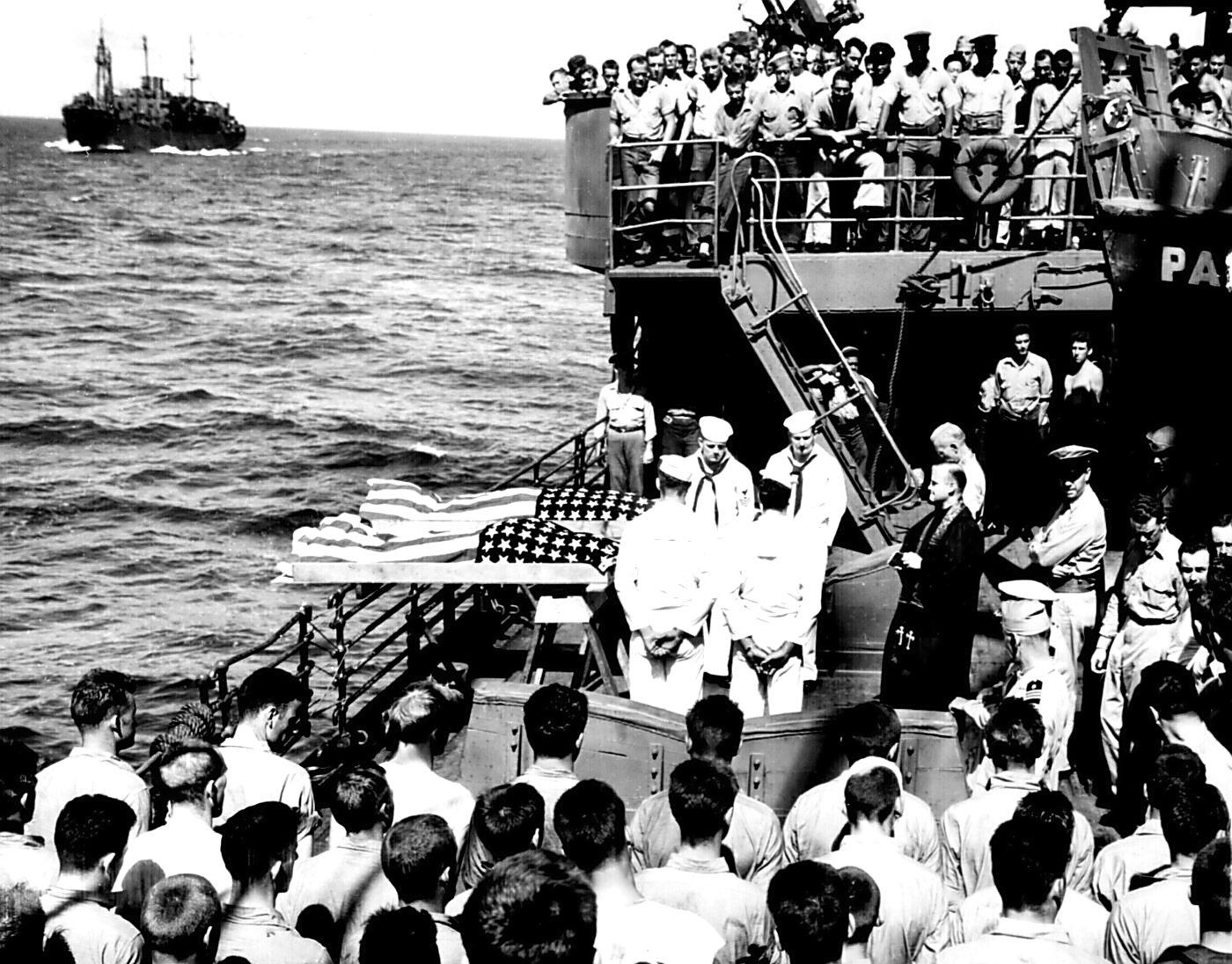
A Liscome Bay áldozatainak temetése a Leonard Wood fedélzetén

November 23-án napnyugtakor az 52.13-as harccsoporthoz tartozó hajók felvették éjszakai pozíciójukat, vagyis körbe vették a három kísérő hordozót. Középen a Liscome Bay haladt. A legbelső körben két csatahajó, a New Mexico és a Mississippi, a Baltimore cirkáló, valamint a két másik hordozó, a Coral Sea és a Corregidor hajózott. A külső kört öt romboló, a Hoel, a Franks, a Hughes, a Maury és a Hull alkotta. A flotta parancsnoka Robert M. Griffin  ellentengernagy volt. A hajók 15 csomóval, egyenesen (cikcakk nélkül) haladtak.
Négy órakor a Hull romboló elhagyta helyét, és megközelítette Makint. Fél óra múlva a Franks azt jelentette, hogy halvány fényt látott a tenger felszínén, és elindul a helyszínre. Egy perccel később a New Mexico radarja közeledő objektumot jelzett mintegy tíz kilométerre a formációtól. Néhány pillanat múlva az objektum eltűnt a radarképernyőről.
Eközben a Liscome Bay fedélzetén folyt a reggeli repülőindítások előkészítése. A fedélzeten 13 repülő állt, hét gép pedig a hangárfedélzeten várakozott. A hordozó raktáraiban 45 ezer kilogrammnyi bombát, torpedó-robbanófejet tároltak. Öt óra után tíz perccel fordulási parancsot kapott. A flotta oldalán a két romboló helyén rés nyílt, ezért Griffin felzárkózásra utasított a többi kísérőhajót.
Öt óra 13-kor torpedó csapódott a Liscome Bay oldalába. A Tabata Szumano irányította japán I-175 tengeralattjáró a hiányzó két romboló helyéről támadta meg a 15 csomóval, egyenesen haladó hordozót. A torpedó robbanását egy még nagyobb, a merülési vonal alatt tárolt bombák robbanása követte. A hajótestből hatalmas darabok szakadtak ki. A lángok olyan elevenek voltak, hogy még 25 kilométer távolságból is lehetett látni. A robbanásban érintett területeken mindenki azonnal meghalt. A hajó oltása lehetetlen volt, ezért a tengerészek és a pilóták kezdték elhagyni.
A hajó gyorsan elsüllyedt. Az áldozatok között volt Mullinnix admirális, Wiltse kapitány, 51 másik tiszt és 591 haditengerész. A robbanást 55 tiszt és 217 haditengerész élte túl, sokuk súlyosan megsebesült. A vízben vergődő embereket a Morris és a Hughes mentette ki. A legénység tagja volt Doris Miller, az első afroamerikai tengerész, aki a Pearl Harbor elleni japán támadás során tanúsított bátorsága miatt Haditengerészeti Kereszt kitüntetésben részesült. Miller nem élte túl a Liscome Bay elsüllyedését.